# Red Mihalik
Zigmund John "Red" Mihalik (Ford City, Pensilvania, 22 de septiembre de 1916-Ibidem, 25 de septiembre de 1996) fue un jugador y árbitro de baloncesto estadounidense de origen polaco, que disputó una temporada en la NBA y otra en la NBL además de ejercer como árbitro en la NCAA durante más de 40 años, siendo incluido por esta faceta en el Basketball Hall of Fame. Con 1,83 metros de estatura, jugaba en la posición de base.

## Trayectoria deportiva

### Jugador
En 1946, ya con 30 años, fichó por los Pittsburgh Ironmen de la recién creada BAA, con los que jugó la única temporada del equipo en la liga, disputando 7 partidos en los que anotó en total 6 puntos.
Acabó la temporada en los Youngstown Bears de la NBL, donde promedió 3,0 puntos por partido.

#### Estadísticas en la BAA

##### Temporada regular
| Temporada | Edad | Equipo             | Liga | P | TIT | MIN | TC  | TCA | %TC  | 3P | 3PA | %3P | TL  | TLA | %TL | R.OF. | R.DEF. | REB | ASIS | ROB | TAP | PER | FP  | PTS |
| 1946-47   | 30   | Pittsburgh Ironmen | BAA  | 7 |     |     | 0.4 | 1.3 | .333 |    |     |     | 0.0 | 0.0 |     |       |        |     | 0.0  |     |     |     | 1.4 | 0.9 |
| Total     |      |                    | BAA  | 7 |     |     | 0.4 | 1.3 | .333 |    |     |     | 0.0 | 0.0 |     |       |        |     | 0.0  |     |     |     | 1.4 | 0.9 |

### Árbitro
Su carrera como árbitro comenzó en 1935, cuando aceptó arbitrar un partido de high school al cual el árbitro asignado no pudo llegar por culpa de la nieve. Tras dejar su carrera como jugador, fue árbitro de la NCAA durante más de 40 años, siendo elegido en 1951 como mejor árbitro de los Estados Unidos. Arbitró a lo largo de su carrera seis finales de la NCAA, tres de la NAIA, tres del NIT, además de oficiar en los Juegos Olímpicos de Tokio 1964 y México 1968.